# Pascal Groß
Pascal Groß, né le 15 juin 1991 à Mannheim en Allemagne, est un footballeur international allemand qui évolue au poste de milieu central au Borussia Dortmund.

## Biographie

### En club
Né à Mannheim en Allemagne, Pascal Groß est formé par le club local du VfL Neckarau avant de rejoindre avec cinq autres de ses coéquipiers le TSG 1899 Hoffenheim, où il termine sa formation.
Le 28 janvier 2011, Pascal Groß rejoint librement le Karlsruher SC, en même temps que son coéquipier Marco Terrazzino.
Avec la relégation de Karlsruher SC en troisième division à l'issue de la saison 2011-2012, Pascal Groß quitte le club pour rejoindre le FC Ingolstadt librement. Le transfert est annoncé le 1er juin 2012 et il signe un contrat de deux ans, soit jusqu'en juin 2014.
Il inscrit cinq buts en première division allemande avec le FC Ingolstadt lors de la saison 2016-2017.
Pascal Groß est recruté par Brighton & Hove Albion à l'été 2017, le transfert est annoncé dès le 19 mai 2017 et il signe un contrat de quatre ans, soit jusqu'en juin 2021. Il rejoint un club qui vient d'être promu en première division.
Le 6 juin 2018 il prolonge son contrat d'un an avec Brighton, soit jusqu'en juin 2022.

### En sélection
Pascal Groß commence sa carrière internationale avec l'équipe d'Allemagne des moins de 18 ans.
Il représente également les moins de 20 ans de 2010 à 2011, jouant au total quatre matchs.
En août 2023, Pascal Groß est convoqué pour la première fois, à 32 ans, avec l'équipe nationale d'Allemagne par le sélectionneur Hansi Flick,. Il honore sa première sélection lors de ce rassemblement, le 9 septembre 2023, lors d'un match amical contre le Japon. Entré en jeu à la place d'Emre Can, il voit son équipe s'incliner par quatre buts à un,.
Il est retenu également en octobre 2023 dans la première liste de Julian Nagelsmann, le nouveau sélectionneur de la Mannschaft, qui succède à Hansi Flick,. Le 16 mai 2024, il fait partie d'une liste provisoire de 27 joueurs sélectionnés par Julian Nagelsmann en vue de préparer l'Euro 2024, avant de se retrouver dans la liste définitive le 7 juin. 

## Statistiques

### Détaillées
| Saison                | Club                   | Championnat           | Championnat | Championnat | Championnat | Coupe nationale | Coupe nationale | Coupe nationale | Coupe de la Ligue | Coupe de la Ligue | Coupe de la Ligue | Compétition(s) continentale(s) | Compétition(s) continentale(s) | Compétition(s) continentale(s) | Compétition(s) continentale(s) | Play-offs | Play-offs | Play-offs | Coupe du monde des clubs | Coupe du monde des clubs | Coupe du monde des clubs | Total | Total | Total |
| Saison                | Club                   | Division              | M.          | B.          | P.d.        | M.              | B.              | P.d.            | M.                | B.                | P.d.              | Comp.                          | M.                             | B.                             | P.d.                           | M.        | B.        | P.d.      | M.                       | B.                       | P.d.                     | M.    | B.    | P.d.  |
| 2008-2009             | 1899 Hoffenheim        | Bundesliga            | 4           | 0           | 0           | -               | -               | -               | -                 | -                 | -                 | -                              | -                              | -                              | -                              | -         | -         | -         | -                        | -                        | -                        | 4     | 0     | 0     |
| 2009-2010             | 1899 Hoffenheim        | Bundesliga            | 1           | 0           | 0           | 1               | 0               | 0               | -                 | -                 | -                 | -                              | -                              | -                              | -                              | -         | -         | -         | -                        | -                        | -                        | 2     | 0     | 0     |
| Sous-total            | Sous-total             | Sous-total            | 5           | 0           | 0           | 1               | 0               | 0               | -                 | -                 | -                 | -                              | -                              | -                              | -                              | -         | -         | -         | -                        | -                        | -                        | 6     | 0     | 0     |
| 2010-2011             | Karlsruher SC          | 2. Bundesliga         | 3           | 1           | 0           | -               | -               | -               | -                 | -                 | -                 | -                              | -                              | -                              | -                              | -         | -         | -         | -                        | -                        | -                        | 3     | 1     | 0     |
| 2011-2012             | Karlsruher SC          | 2. Bundesliga         | 22          | 2           | 0           | 1               | 0               | 0               | -                 | -                 | -                 | -                              | -                              | -                              | -                              | 2         | 1         | 0         | -                        | -                        | -                        | 25    | 3     | 0     |
| Sous-total            | Sous-total             | Sous-total            | 25          | 3           | 0           | 1               | 0               | 0               | -                 | -                 | -                 | -                              | -                              | -                              | -                              | 2         | 1         | 0         | -                        | -                        | -                        | 28    | 4     | 0     |
| 2012-2013             | FC Ingolstadt 04       | 2. Bundesliga         | 30          | 2           | 1           | 1               | 0               | 0               | -                 | -                 | -                 | -                              | -                              | -                              | -                              | -         | -         | -         | -                        | -                        | -                        | 31    | 2     | 1     |
| 2013-2014             | FC Ingolstadt 04       | 2. Bundesliga         | 29          | 2           | 4           | 2               | 0               | 0               | -                 | -                 | -                 | -                              | -                              | -                              | -                              | -         | -         | -         | -                        | -                        | -                        | 31    | 2     | 4     |
| 2014-2015             | FC Ingolstadt 04       | 2. Bundesliga         | 34          | 7           | 16          | 1               | 0               | 0               | -                 | -                 | -                 | -                              | -                              | -                              | -                              | -         | -         | -         | -                        | -                        | -                        | 35    | 7     | 16    |
| 2015-2016             | FC Ingolstadt 04       | 1. Bundesliga         | 32          | 1           | 6           | 1               | 0               | 0               | -                 | -                 | -                 | -                              | -                              | -                              | -                              | -         | -         | -         | -                        | -                        | -                        | 33    | 1     | 6     |
| 2016-2017             | FC Ingolstadt 04       | 1. Bundesliga         | 33          | 5           | 6           | 2               | 0               | 0               | -                 | -                 | -                 | -                              | -                              | -                              | -                              | -         | -         | -         | -                        | -                        | -                        | 35    | 5     | 6     |
| Sous-total            | Sous-total             | Sous-total            | 158         | 17          | 33          | 7               | 0               | 0               | -                 | -                 | -                 | -                              | -                              | -                              | -                              | -         | -         | -         | -                        | -                        | -                        | 165   | 17    | 33    |
| 2017-2018             | Brighton & Hove Albion | Premier League        | 38          | 7           | 8           | 1               | 0               | 0               | -                 | -                 | -                 | -                              | -                              | -                              | -                              | -         | -         | -         | -                        | -                        | -                        | 39    | 7     | 8     |
| 2018-2019             | Brighton & Hove Albion | Premier League        | 25          | 3           | 3           | 1               | 0               | 0               | 1                 | 0                 | 0                 | -                              | -                              | -                              | -                              | -         | -         | -         | -                        | -                        | -                        | 27    | 3     | 3     |
| 2019-2020             | Brighton & Hove Albion | Premier League        | 29          | 2           | 4           | 1               | 0               | 0               | 1                 | 0                 | 0                 | -                              | -                              | -                              | -                              | -         | -         | -         | -                        | -                        | -                        | 31    | 2     | 4     |
| 2020-2021             | Brighton & Hove Albion | Premier League        | 34          | 3           | 8           | 3               | 0               | 0               | 3                 | 0                 | 2                 | -                              | -                              | -                              | -                              | -         | -         | -         | -                        | -                        | -                        | 40    | 3     | 10    |
| 2021-2022             | Brighton & Hove Albion | Premier League        | 29          | 2           | 4           | 2               | 0               | 0               | 2                 | 0                 | 0                 | -                              | -                              | -                              | -                              | -         | -         | -         | -                        | -                        | -                        | 33    | 2     | 4     |
| 2022-2023             | Brighton & Hove Albion | Premier League        | 37          | 9           | 7           | 5               | 1               | 2               | 2                 | 0                 | 0                 | -                              | -                              | -                              | -                              | -         | -         | -         | -                        | -                        | -                        | 44    | 10    | 9     |
| 2023-2024             | Brighton & Hove Albion | Premier League        | 36          | 4           | 10          | 3               | 0               | 2               | -                 | -                 | -                 | C3                             | 8                              | 1                              | 1                              | -         | -         | -         | -                        | -                        | -                        | 47    | 5     | 13    |
| Sous-total            | Sous-total             | Sous-total            | 228         | 31          | 44          | 16              | 1               | 4               | 9                 | 0                 | 2                 | -                              | 8                              | 1                              | 1                              | -         | -         | -         | -                        | -                        | -                        | 261   | 33    | 51    |
| 2024-2025             | Borussia Dortmund      | Bundesliga            | 30          | 0           | 10          | 2               | 0               | 2               | -                 | -                 | -                 | C1                             | 13                             | 1                              | 2                              | -         | -         | -         | 5                        | 0                        | 0                        | 50    | 1     | 14    |
| Total sur la carrière | Total sur la carrière  | Total sur la carrière | 446         | 51          | 88          | 27              | 1               | 6               | 9                 | 0                 | 2                 | -                              | 22                             | 2                              | 3                              | 2         | 1         | 0         | 5                        | 0                        | 0                        | 511   | 55    | 99    |

### En sélection
| Saison                | Sélection             | Phases finales        | Phases finales | Phases finales | Phases finales | Éliminatoires | Éliminatoires | Éliminatoires | Ligue Nations | Ligue Nations | Ligue Nations | Matchs amicaux | Matchs amicaux | Matchs amicaux | Total | Total | Total |
| Saison                | Sélection             | Compétition           | M              | B              | Pd             | M             | B             | Pd            | M             | B             | Pd            | M              | B              | Pd             | M     | B     | Pd    |
| --------------------- | --------------------- | --------------------- | -------------- | -------------- | -------------- | ------------- | ------------- | ------------- | ------------- | ------------- | ------------- | -------------- | -------------- | -------------- | ----- | ----- | ----- |
| 2023-2024             | Allemagne             | Euro 2024             | 1              | 0              | 0              | -             | -             | -             | -             | -             | -             | 7              | 1              | 0              | 8     | 1     | 0     |
| 2024-2025             | Allemagne             | -                     | -              | -              | -              | -             | -             | -             | 4             | 0             | 0             | -              | -              | -              | 4     | 0     | 0     |
| Total sur la carrière | Total sur la carrière | Total sur la carrière | 1              | 0              | 0              | 0             | 0             | 0             | 4             | 0             | 0             | 7              | 1              | 0              | 12    | 1     | 0     |

## Palmarès
- Champion d'Allemagne de deuxième division en 2015 avec le FC Ingolstadt